# Al-Marrakushi ibn Al-Banna
Ibn-Al Banna al-Murrakushi (c. 1256, – c. 1321, Marruecos) fue un matemático y astrónomo. Al-Banna (árabe: ابن البنّا), hijo de un arquitecto, fue llevado a Marrakesh, donde aprendió habilidades matemáticas y geométricas básicas.
Enseñó en la Universidad de Fez y allí se hizo famoso por sus conocimientos de todas las ramas de las matemáticas

## Contribuciones matemáticas
Al-Banna escribió entre 51 a 74 tratados, abarcando variados asuntos tales como álgebra, astronomía, lingüística, retórica, y lógica. Entre sus trabajos destaca una introducción a los elementos de Euclides. Una dificultad con los trabajos sobre matemáticas escritos por Al-Banna es si el material que presenta es original y cuánto es simplemente su versión del trabajo de otros matemáticos árabes anteriores y ser por tanto un gran compilador de los conocimientos matemáticos de la época.
Un trabajo, llamado Talkhis amal al-hisab (resumen de operaciones aritméticas), incluye asuntos tales como fracciones, sumas de cuadrados y cúbica, etc. Otro trabajo, llamado el Tanbih al-Albab, cubre los asuntos relacionados con:
- cálculos con respecto al nivel de agua en un canal de irrigación
- explicación aritmética de los leyes musulmanes de la herencia
- determinación de la hora del rezo de Asr
- la explicación de fraudes ligado a los instrumentos de medida
- cálculo del impuesto legal en el caso de un pago retrasado

Otro trabajo de Al-Banna es el Raf al-Hijab (que levanta el velo) que incluye como computar/calcular raíces cuadradas de un número y de una teoría de fracciones continuadas Es en este trabajo que al-Banna introduce notación matemática que ha conducido a ciertos autores e historiadores a creer que el simbolismo algebraico fue desarrollado en la Matemática del Mundo Islam por ibn al-Banna y al-Qalasadi
Algunas de sus contribuciones incluyen métodos para calcular raíces cuadradas por aproximación mediante series y algunos resultados también en el campo del cálculo de series, así como su trabajo sobre coeficientes binomiales (los coeficientes que multiplican a las potencias de x en la expansión del binomio (1+x)^n).

## Eponimia
- El cráter lunar Al-Marrakushi lleva este nombre en su memoria.[3]